# Kompelusvaara
Kompelusvaara är en by i Pajala kommun. Den ligger intill länsväg 394. Andra byar och tätorter i närheten är bland annat Tärendö (cirka 20 km nordöst), Kainulasjärvi (cirka 15 km  sydöst) och Ullatti (cirka 22 km väst). Byn består av, förutom centrala byn även av delarna Heinäjänkkä, Kompeluslehto, Koivoletho, Kuoppas, Palos och Välimaas. 
Narkausjoki (sv. Narkån) är en å som rinner igenom bland annat Kompelusvaara, Kainulasjärvi och Tärendö byamarker men som även är ett biflöde till Kompelusjoki där man kan fånga harr, gädda, abborre och lake. 
I juli 2016 fanns det enligt Ratsit tio personer med Kompelusvaara som adress. Vid folkräkningen 1890 var 66 personer skrivna i byn.

## Skolan
Kompelusvaara har en skola där det varje år kring julafton anordnas en julfest och på våren tänds majbrasan.